# Варианты компоновки салона Airbus A380

Вариант компоновки салона A380-800 с 519 местами

Airbus A380 имеет две полноценные палубы длиной 49,90 м. Полезная длина верхней палубы несколько меньше из-за изгиба передней части фюзеляжа и передней лестницы. Основная палуба имеет ширину 6,58 м, верхняя палуба — 5,92 м.
Пассажировместимость варьируется от авиакомпании к авиакомпании. Максимальное сертификационное количество посадочных мест A380-800 составляет 853 (538 на основной палубе и 315 на верхней) в одноклассной компоновке. В «комфортабельной трехклассной компоновке» (по определению Airbus) в самолёте размещаются 525 пассажиров, однако очень немногие авиакомпании заказали A380 с таким количеством посадочных мест.
Количество посадочных мест варьируется от 407 (Korean Air) до более 644 (Emirates Airline). В 2008 году авиакомпания Air Austral заказала A380 с 840 местами, однако в июле 2013 года отказалась от такой компоновки.

Схема салона A380